# Borneophrys edwardinae
Borneophrys edwardinae är en groddjursart som först beskrevs av Robert F. Inger 1989.  Borneophrys edwardinae ingår i släktet Borneophrys och familjen Megophryidae. IUCN kategoriserar arten globalt som sårbar. Inga underarter finns listade.